# 武坚镇
武坚镇，是中华人民共和国江苏省扬州市江都区下辖的一个乡镇级行政单位。

## 行政区划
武坚镇下辖以下地区：
民乐社区、周西社区、黄思社区、五舍村、花庄村、龙河村、杨景村、五尖村、合新村、新龙村、新颜村、新祥村、新联村、新楼村、双林村、联合村和黄思村。